# Kill or Be Killed (chanson)
Singles de Muse
Will of the People
(2022) You Make Me Feel Like It’s Halloween
(2022)
Kill or Be Killed est le septième titre de l’album Will of the People, neuvième album du trio britannique Muse. 
Sorti le 21 juillet 2022, il est le 46e single du groupe et le quatrième extrait de l'album après Won't Stand Down, Compliance et Will of the People sortis en janvier, mars et juin de la même année.
Il a été enregistré en 2021 au studio Abbey Road à Londres avec le reste de l'album.

## Histoire de la chanson
Dans une interview en 2022 avec Zane Lowe, Matt Bellamy déclare que cette chanson est « le meilleur morceau métal/prog qu’ils n’aient jamais fait, la meilleure chanson qui aurait pu être sur l’album Drones. »
Kill Or Be Killed est dévoilée et jouée pour la première fois sur scène lors du festival allemand Rock am Ring le 4 juin 2022, date d’ouverture de la tournée des festivals d’été, avant même la sortie studio. Le morceau est joué en rappel, avant la chanson de clôture, Knights of Cydonia à chaque date du groupe depuis.
Le groupe annonce la sortie du morceau en tant que single et un extrait sur TikTok le 14 juillet, soit une semaine avant la sortie.
Une version alternative du single réinterprétée par le duo britannique Felsmann + Tiley est publiée le 10 février 2023. 

## Le morceau

### Sonorités et thématiques
Kill Or Be Killed est une chanson de Heavy metal avec une utilisation intensive d'arpèges de synthé et de motifs à double kick. L’intro est un riff de guitare Nu Metal, rappelant des groupes comme Slipknot ou Korn. Le solo de guitare est joué en tapping, à l’instar du morceau Reapers sur l’album Drones en 2015. Les pré-refrains rappellent les riffs d’Assassin sur Black Holes & Revelations en 2006, connus sous le nom de  Debase Mason's Grog. La progression d'accords pendant le solo ressemble au pont central de The Globalist, avec un tempo de batterie plus lent.
La mélodie de la guitare pendant le break de la chanson, écrite en gamme phrygienne en si mineur, rappelle celle des couplets de Break It to Me sur l’album Simulation Theory en 2018. Selon Bellamy, Kill Or Be Killed est Muse sous sa forme la plus lourde.
Les paroles sont inspirées de Live and Let Die, chanson préférée de Paul McCartney pour Matthew Bellamy qu'il décrit comme « une vision sombre de la façon dont l’adversité de la vie peut parfois faire ressortir les pires instincts de l’Homme qui cherche à survivre à tout prix ».

## Version alternative
Le 10 février 2023, le groupe publie une version alternative de 2m52 réinterprétée par le duo britannique Felsmann + Tiley. L’instrumentalisation est totalement modifiée. Il s’agit d’une version plus douce au piano, synthétiseur et sonorité électronique.
Ce single est accompagné du morceau original et illustré d’un dessin représentant le buste d’un guerrier cyborg à la tête de taureau.